# The Mandalorian
The Mandalorian är en amerikansk TV-serie från 2019 som utspelar sig i samma fiktiva universum som George Lucas filmserie Star Wars. Serien hade premiär på Disneys streamingtjänst den 12 november 2019. Seriens skapare, manusförfattare och producent är Jon Favreau med assistans av Dave Filoni, Kathleen Kennedy, och Colin Wilson. Musiken är komponerad av den svenske kompositören Ludwig Göransson.
Serien fick Sverigepremiär när Disney+ lanserades den 15 september 2020. Säsong två av serien släpptes på samma streamingtjänst den 30 oktober samma år, i alla länder där tjänsten då lanserats. Den tredje säsongen hade premiär i mars 2023.

## Handling
Handlingen utspelar sig fem år efter filmen Jedins återkomst och 25 år före The Force Awakens. Serien följer en Mandalorian som lever bortom Nya Republikens gränser.

## Rollista (i urval)
| - Pedro Pascal – Mandalorian / Din Djarin - Kyle Pacek – Jawa - Gina Carano – Cara Dune - Bernard Bullen – Far - Alexandra Manea – Mor - Werner Herzog – Klienten - Carl Weathers – Greef Karga - Omid Abtahi – Dr. Pershing - Nick Nolte – Kuiil - Rosario Dawson – Ahsoka Tano | - Tait Fletcher – Alpha Trawler - Emily Swallow – Armorer - Misty Rosas – Kuiil Performance Artist - Rio Hackford – IG-11 Performance Artist - Jamal Antar – Fånge - Amy Sedaris – Peli Motto - Jake Cannavale – Toro Calican - Julia Jones – Omera - Isla Farris – Winta |